# Amesite
L'amesite è un minerale.